# 早良

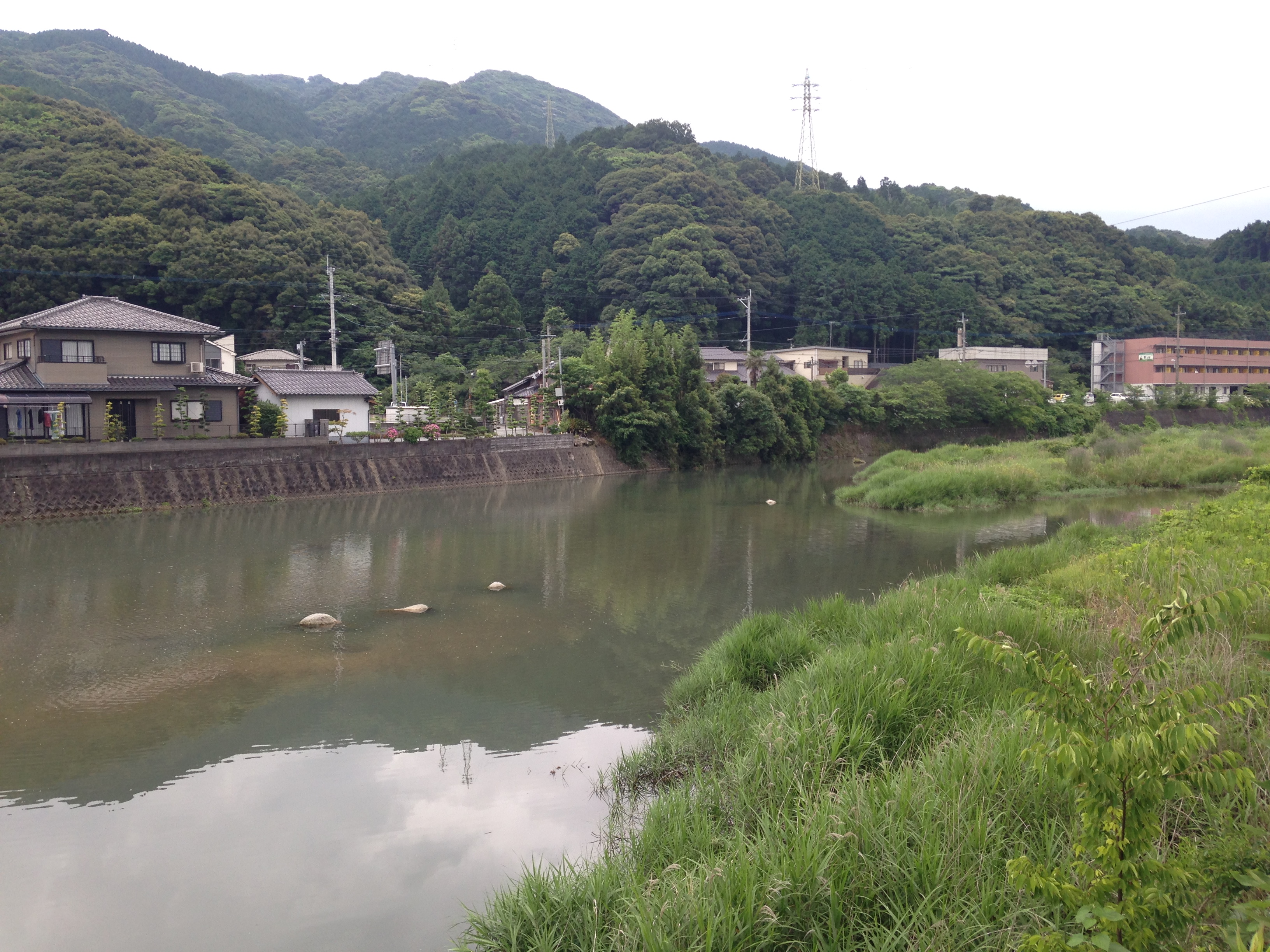
早良1丁目を流れる室見川

早良（さわら）は、福岡県福岡市早良区の町名。現行の行政地名は早良一丁目から七丁目まで（住居表示実施済）。面積は120.15ヘクタール。2022年4月末現在の人口は3,640人。郵便番号811-1122。

## 地理
早良区の区域全体では中央部に位置するが、北の拠点的な市街地からは大きく南に離れる。室見川中流左岸にあたり、北で西入部、北東で東入部、南東で内野、南で西、西で内野及び東入部の飛地と接する。

### 河川
- 室見川 - 旧称早良川。早良一丁目の東側で椎原川と合流する。

### 都市計画
都市計画の区域区分については、早良一丁目のすべて（国道263号と室見川とに挟まれた区域）、早良二丁目の南側一部（国道263号と福岡県道558号内野次郎丸弥生線とに挟まれた区域の一部）、早良六丁目の南側一部及び早良七丁目のすべてが市街化区域に、残りが市街化調整区域に指定されている。
市街化区域に指定されている区域のうち、用途地域は、国道263号の道路境界線から両側概ね50メートルの範囲が第一種住居地域に、さらにその両側が第一種低層住居専用地域に指定されている。
市街化調整区域に指定されている区域では、原則として新たな開発行為や建築行為が認められない。ただし、都市計画法で限定的に列挙されている一定の開発行為及び建築行為は認められる。早良において特に指定がなされている区域等については以下のようなものがある。

#### 既存集落
早良の一部の区域においては、市街化調整区域内であっても、日用品販売店舗や分家住宅などの建築物を建築することができる「指定既存集落」の区域が指定されている。

## 歴史
1956年（昭和31年）7月31日までは早良郡内野村、1975年（昭和50年）2月28日までは早良町に属した。

## 人口
早良一丁目から七丁目までを合わせた人口の推移を福岡市の住民基本台帳（公称町別）に基づき示す（単位：人）。集計時点は各年9月末現在である。
- 2001年（平成13年）：4,085
- 2002年（平成14年）：4,056
- 2003年（平成15年）：4,031
- 2004年（平成16年）：4,015
- 2005年（平成17年）：3,975
- 2006年（平成18年）：4,007
- 2007年（平成19年）：3,929
- 2008年（平成20年）：3,842
- 2009年（平成21年）：3,846
- 2010年（平成22年）：3,865
- 2011年（平成23年）：3,849
- 2012年（平成24年）：3,820
- 2013年（平成25年）：3,747
- 2014年（平成26年）：3,751
- 2015年（平成27年）：3,728
- 2016年（平成28年）：3,770
- 2017年（平成29年）：3,736
- 2018年（平成30年）：3,746
- 2019年（令和元年）：3,725
- 2020年（令和2年）：3,674
- 2021年（令和3年）：3,677

## 交通

### 鉄道
地内に鉄道は通っていない。

### バス
バスについては、西日本鉄道株式会社が運営するバスが運行しており、次の停留所がある。
- 早良公民館前
- 平尾新町
- 富士ヶ丘
- 内野
- 宮前
- 陽光台

これらのバス停には陽光台・椎原・曲渕発着のバスが経由している。各バス停毎時8本程度の運行で、ラッシュ時は毎時12本程度運行される。早良営業所の担当区域。

### 道路
主な幹線道路は次の通り。
- 国道263号
- 福岡県道558号内野次郎丸弥生線 - 旧早良街道にあたる。

## 施設
- 福岡市立早良小学校
- さわら保育園
- 福西会南病院
  - さわら老健センター
- 福岡市早良公民館
- 長峰集会所
- 寂光堂
- 日吉神社
- 妙智會九州教会